# Xot de Salvin
El xot de Salvin (Megascops ingens) és una espècie d'ocell de la família dels estrígids (Strigidae). Habita la selva humida de les muntanyes d'Amèrica del Sud, al nord de Colòmbia, nord-oest de Veneçuela, nord de l'Equador i centre de Bolívia. El seu estat de conservació es considera de risc mínim.